# Ashley Evans
Ashley Teresa Evans (Liberty Township, 23 dicembre 1994) è una pallavolista statunitense, palleggiatrice del Bergamo 1991.

## Carriera

### Club
La carriera di Ashley Evans inizia nei tornei scolastici dell'Ohio, giocando per la Lakota East HS. Dopo il diploma gioca a livello universitario, partecipando alla NCAA Division I con la Purdue dal 2013 al 2017, saltando la prima annata.
Nella stagione 2018-19 inizia la sua carriera da professionista in Spagna, partecipando alla Superliga Femenina de Voleibol con il Logroño: conquista la Supercoppa spagnola, la Coppa della Regina, di cui viene eletta MVP, e lo scudetto; per la stagione seguente approda quindi in Ungheria, dove disputa fino a gennaio la Nemzeti Bajnokság I con il Békéscsabai, che lascia trasferendosi al RC Cannes, nella Ligue A francese, per concludere l'annata.
Nel campionato 2020-21 approda al Wiesbaden, club impegnato nella 1. Bundesliga tedesca; nel campionato seguente fa invece ritorno nella massima divisione francese, questa volta giocando per il Terville Florange. Nella stagione 2022-23 è nuovamente di scena nel massimo campionato tedesco, questa volta con il PTSV Aachen, mentre nella stagione seguente è di scena in Romania, dove fino a dicembre partecipa alla Divizia A1 con il CSM Bucarest, che lascia per disputare la Pro Volleyball Federation 2024 con le Grand Rapids Rise.
Nella stagione 2024-25 veste la maglia del Bergamo 1991, nella Serie A1 italiana.

### Nazionale
Debutta nella nazionale statunitense nel 2019, conquistando la medaglia d'oro alla NORCECA Champions Cup. Nel 2022 prende parte alla Coppa panamericana, dove si aggiudica la medaglia di bronzo.

## Palmarès

### Club
- Campionato spagnolo: 1

2018-19
- Coppa della Regina: 1

2018-19
- Supercoppa spagnola: 1

2018

### Nazionale (competizioni minori)
- NORCECA Champions Cup 2019
- Coppa panamericana 2022

### Premi individuali
- 2019 - Coppa della Regina: MVP